# Кронкайт, Уолтер
Уо́лтер Ли́ланд Кронкайт-младший (англ. Walter Leland Cronkite, Jr.; 4 ноября 1916 — 17 июля 2009) — американский тележурналист и телеведущий. Наибольшую известность получил как бессменный ведущий вечернего выпуска новостей CBS на протяжении 19 лет с 1962 по 1981.
В годы наибольшей популярности CBS в 1970-х и 1980-х годах Кронкайт, согласно опросам общественного мнения, был человеком, которому американцы доверяли больше всего.
Именно от Кронкайта, известного как «дядя Уолтер», средний американец узнавал о важнейших событиях, таких как кубинский кризис (1962), убийство президента Кеннеди (1963), убийство борца за расовое равенство Мартина Лютера Кинга (1968), убийство Роберта Кеннеди (1968), высадка на Луну (1969), Уотергейтский скандал (1972) и захват американских заложников в Иране (1979).
Посетив Вьетнам во время войны и сняв документальный фильм о конфликте, Кронкайт выступил за её прекращение (фильм был показан 27 февраля 1968 года). Благодаря этому выступлению политика продолжения войны потеряла поддержку американцев, а президент Джонсон решил отказаться от выдвижения своей кандидатуры на второй президентский срок. По свидетельству очевидцев, Джонсон сказал:

Потеряв Кронкайта, я потерял [голоса] средних американцев.
Оригинальный текст (англ.)"If I've lost Cronkite, I've lost middle-America."

Кронкайт выступал за предоставление бесплатного времени на ТВ для политических партий, в целях защиты прав кандидатов от меньшинства.
Уолтер Кронкайт по обыкновению заканчивал свои передачи словами «Такие дела» (англ. That's the way it is).
Кронкайт прекратил вести новостные выпуски в 1981 году, однако до последнего дня числился в штате телекомпании, изредка появляясь на экране. В 2006 году он призвал президента Джорджа Буша-младшего вывести войска из Ирака.
Радиолюбитель. Позывной KB2GSD.
В 1997 году вышла в свет автобиография Кронкайта «Жизнь репортёра» (A Reporter’s Life), которая вскоре стала бестселлером.
Уолтер Кронкайт был удостоен ряда престижных журналистских премий. Его профессиональные методы преподавались студентам-журналистам во многих странах мира, в том числе в СССР.
Кронкайт скончался 17 июля 2009 года в своем доме в Нью-Йорке.

## Биография
Уолтер Кронкайт-младший родился 4 ноября 1916 года в семье врача-дантиста. До десяти лет семья жила в городе Канзас-Сити (штат Миссури), а в 1926 году переехала в Хьюстон (штат Техас). В детстве был бойскаутом и редактировал школьную газету.
В середине 1930-х годов работал спортивным диктором в штатах Оклахома и Миссури. В 1936 году встретил свою будущую жену Мэри Элизабет Максвелл.
В 1937 году поступил на работу в американское новостное агентство. Был одним из ведущих репортёров во время Второй мировой войны, освещая ход боевых действий в Северной Африке и Европе. В 1944—1945 гг. освещал Арденнское сражение, а в 1945—1946 гг. — Нюрнбергский процесс.
В 1946—1948 гг. работал репортёром в Москве.
В 1950 году Кронкайт поступил на работу в CBS, где в период с 1951 по 1962 год был ведущим вечерних новостей. Именно в этот отрезок времени появился термин «диктор».
В 1952 году впервые освещал в прямом эфире съезды Демократической и Республиканской партий, а также выборы президента.
В 1960 году в прямом эфире освещал зимние Олимпийские игры, что стало самой первой прямой трансляцией Олимпиады.
16 апреля 1962 года стал ведущим вечерних новостей CBS. На протяжении своей работы в прямом эфире сообщал новости о важных событиях:
- 2 сентября 1963 года брал интервью у президента США Джона Кеннеди;
- 22—25 ноября 1963 — убийство и похороны Джона Кеннеди, президентская присяга Линдона Джонсона и арест Ли Харви Освальда;
- декабрь 1963 — представил для США британскую рок-группу The Beatles;
- война во Вьетнаме (1964—1973);
- 4 апреля 1968 — убийство Мартина Лютера Кинга;
- 5 июня 1968 — убийство Роберта Кеннеди;
- август 1968 — беспорядки во время съезда Демократической партии в Чикаго;
- июль 1969 — высадка Аполлона-11 на Луну;
- 22 января 1973 — смерть Линдона Джонсона;
- 9 августа 1974 — отставка президента США Ричарда Никсона.

6 марта 1981 года Уолтер Кронкайт объявил об уходе на пенсию. Новым ведущим новостей стал журналист Дэн Разер. Несмотря на уход с поста телеведущего, Кронкайт периодически делал специальные репортажи, например, в 1983 году освещал парламентские выборы в Великобритании и брал интервью у премьер-министра страны Маргарет Тэтчер.
В 1998 году поддержал Билла Клинтона в скандале с Моникой Левински. В 2003 году подверг критике вторжение США в Ирак.
17 июля 2009 года Уолтер Кронкайт скончался в Нью-Йорке в возрасте 92 лет. Похороны состоялись 23 июля.

## Личная жизнь
На протяжении 65 лет Кронкайт был женат на Мэри Элизабет «Бетси» Максвелл Кронкайт (1916—2005) — с 1940 года до её смерти от рака в 2005 году. У них родилось трое детей и четыре внука.